# Злыдарев, Виктор Вячеславович
Виктор Вячеславович Злыдарев (род. 8 декабря 1980 года) — российский футболист, нападающий.

## Биография
Первым профессиональным клубом Злыдарева был «Энергетик» Урень, за который в 2003 году он провёл семь матчей во Втором дивизионе. В следующем сезоне перешёл в ульяновскую «Волгу», где провёл 25 матчей в зоне «Урал-Поволжье». В том же году перешёл в другой ульяновский клуб — «Энергию». В 2005 году подписал контракт с тольяттинской «Академией», затем играл за дубль «Волги» и любительский «Стройпластмасс», в составе последнего забил за сезон 19 голов. В 2009 году снова играл за вторую команду «Волги», а в сезоне 2009/10 отправился на Мальту, где играл за «Флориану». Трансфер состоялся по итогам подписания договора о сотрудничестве между «Волгой» и «Флорианой» в декабре 2008 года. После сезона в чемпионате Мальты Злыдаревым заинтересовался итальянский «Палермо», но переход в клуб так и не состоялся. Злыдарев вернулся на родину, где начал играть в мини-футбол.